# 周一松
周一松（？年—？年），號履素，江西临江府新淦县人。明朝末年政治人物。

## 生平
天啓七年（1627年）丁卯科江西乡试舉人，崇祯四年（1631年）辛未科进士。六年改授嘉兴府儒學教授，七年升国子监博士。